# Svend Meulengracht-Madsen
Svend Meulengracht-Madsen (født 17. marts 1897 i Vejle, død 10. september 1990 i Gentofte) eller Svend Meulengracht Madsen var en dansk gymnast, som deltog i OL 1920.

## Gymnastikkarriere
Sammen med 19 andre danske deltagere deltog han i holdgymnastik efter frit system ved OL 1920 i Antwerpen. Kun to nationer stillede op, og Danmark fik 51,35 point på førstepladsen, mens Norge vandt sølv med 48,55 point.

## Anden karriere
Svend Meulengracht-Madsen var desuden tegner.

## Familie
Svend Meulengracht-Madsen var bror til to andre sportsmænd, der også vandt OL-medaljer: Hans Meulengracht-Madsen, der vandt sølvmedalje i 6-meter klassen i sejlsport ved OL 1912 samt Viggo Meulengracht-Madsen, der vandt bronze ved OL 1912 og fik en fjerdeplads ved OL 1908, begge gange i holdgymnastik.